# Henry Lane Wilson
Henry Lane Wilson   (Crawfordsville, 3 de novembre de 1857 - Indianàpolis, 22 de desembre de 1932) va ser un diplomàtic i advocat, nomenat ambaixador dels Estats Units a Mèxic el 1910.

## Biografia
Nasqué a Crawfordsville, Indiana fill del congressista James Wilson i la seva esposa, Emma Ingersoll. Era germà de John L. Wilson, i va ser nomenat per Henry Smith Lane. Es va graduar den Dret a Wabash College i practicà Dret i publicà un periòdic a Lafayette, Indiana. Es casà amb Alice Vajen el 1885, i es traslladà Spokane, Washington fins al Pànic de 1893.

## Servei diplomàtic
Wilson serví al US Foreign Service durant les presidències de William McKinley (1897–1901), Theodore Roosevelt (1901–1909) i William Howard Taft (1909–1913). Va servir a Xile el 1897, fins 1904, després a Bèlgica durant la controvèrsia de l'Estat Lliure del Congo. Wilson va ser nomenat ambaixador a Mèxic el 1910, on va ser testimoni de la caiguda del govern de Porfirio Díaz, i va ser un dels actors definidors de la Revolució Mexicana.
Adquirí importància perquè es va familiaritzar amb figures de la Revolució com el General Alvaro Obregón, el Gral. Venustiano Carranza, el Gral. Pancho Villa i Francisco I. Madero. Com ambaixador va témer les tendències esquerranes del nou govern encapçalat per Madero rere l'expulsió de Díaz, assumint el paper de catalitzador per al complot del General, Victoriano Huerta, Félix Díaz y el Gral. Bernardo Reyes contra el President Madero.
El 22 de febrer de 1913, la conspiració culminà amb la traïció i assassinats del president Francisco I. Madero i del vicepresident José María Pino Suárez. D'aquesta forma, Huerta accedí a la presidència interina de Mèxic.
Va publicar les seves memòries l'any 1927.